# Hagöns naturreservat
Hagön är ett naturreservat i Snöstorps socken i Halmstads kommun i Halland.
Området är del av "Östra stranden" med en långgrund och barnvänlig sandstrand, många serviceinrättningar samt en lekplats. Delar av stranden utgörs av Hagöns naturreservat och erbjuder fina möjligheter till vandringar i strandskogarna innanför dynerna. Längst söderut, vid Fylleåns mynning, finns ett naturistbad (Halmstads officiella nakenbad).
Naturreservatet bildades 1973 och omfattar 78 hektar. Det ligger strax söder om Halmstad. Det domineras av strandnära öppen ljunghed och fuktängar. Marken består nästan överallt av sand, vilken i övergången till stranden bildar 5-10 meter höga dyner.

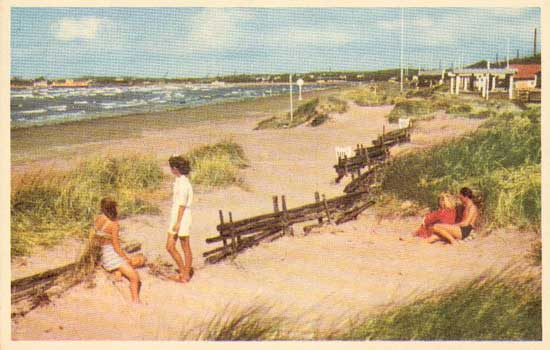
Östra stranden 1954

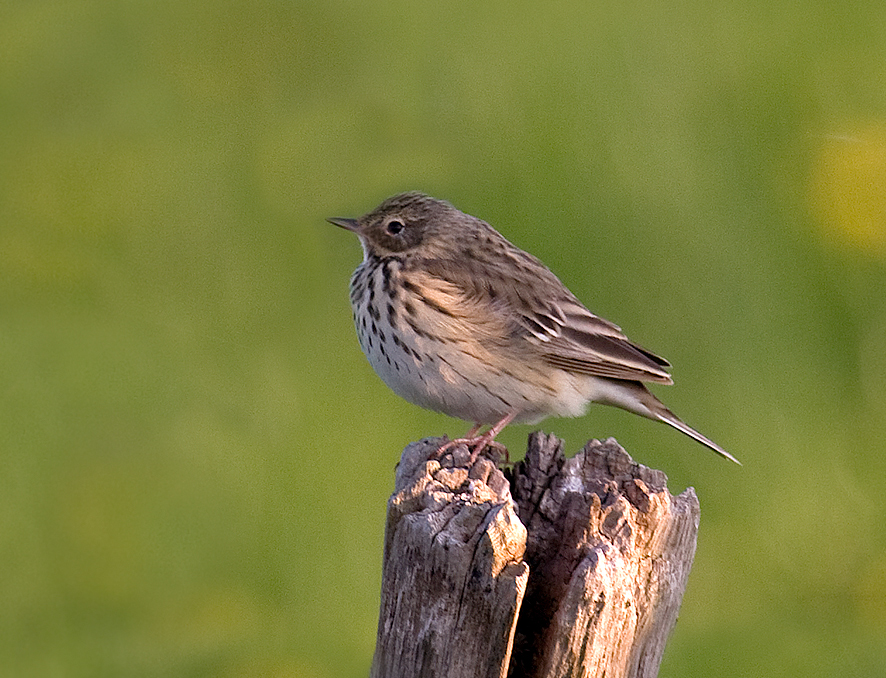
Ängspiplärka

Här förekommer fälthare, kanin, ekorre och flera arter av smågnagare. Bland de fåglar som förekommer kan nämnas fältpiplärka, ängspiplärka, sånglärka, rörsångare, sävsångare, sävsparv, kärrsångare, gräshoppssångare och näktergal.
Området begränsas i öster av Fylleån och i väster av havet med Östra stranden. I norr ligger den stora Hagöns campingplats och Östra strandens stugområde.